# 小能登呂村
小能登呂村（日语：／ Konotoro mura */?）是日本統治下的樺太廳真岡郡的已不存在的一村。
名稱來自於阿伊努語的「not-oro」（有岬角的地方）。